# Maulbronn
Maulbronn est une petite ville d'Allemagne au sein de la vallée de la Salzach, dans le Bade-Wurtemberg, comptant environ 6 500 habitants. Elle abrite le fameux monastère de Maulbronn, classé Patrimoine mondial de l'UNESCO. Elle compte également de nombreuses maisons à colombages.

## Vues

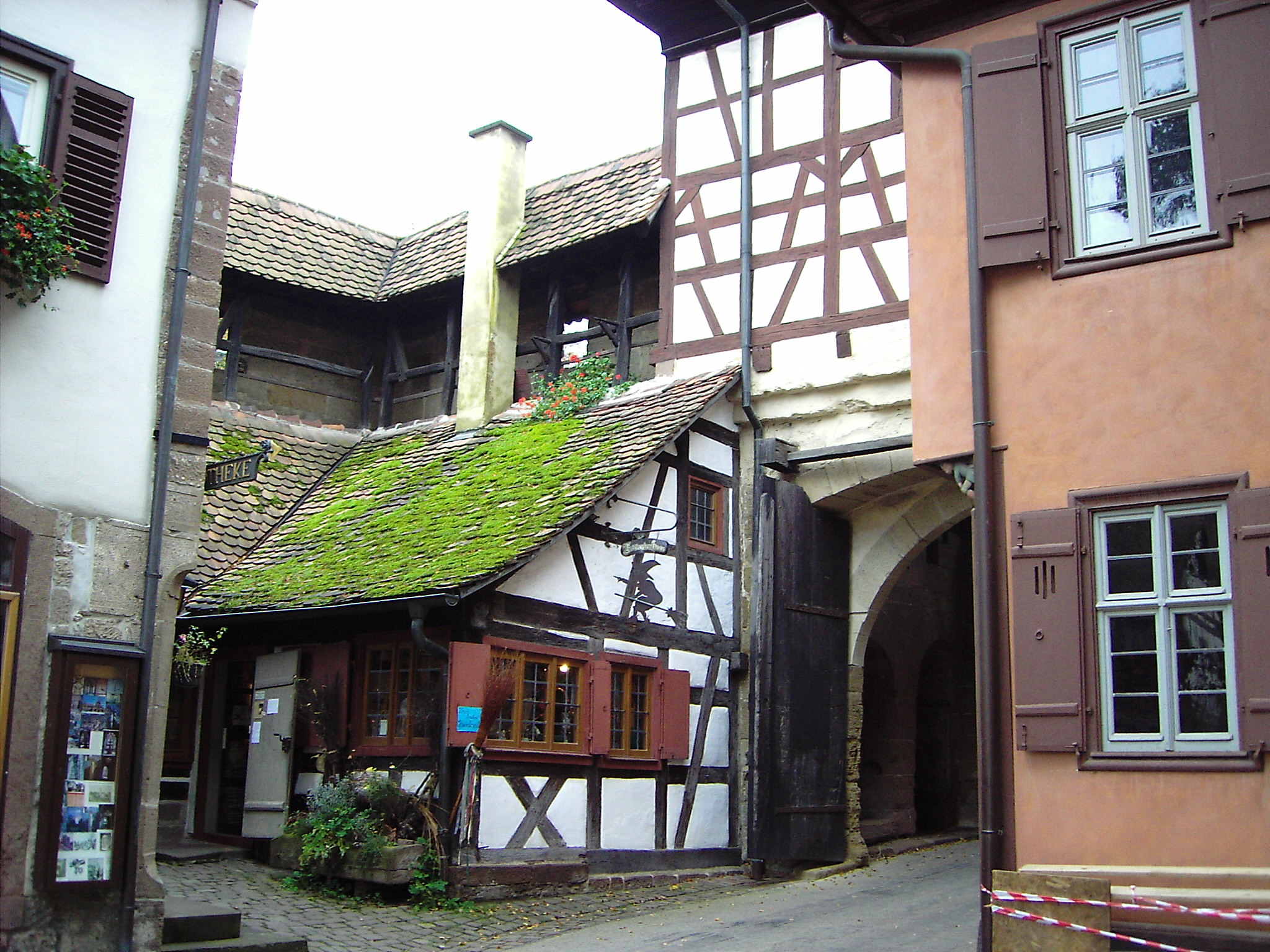
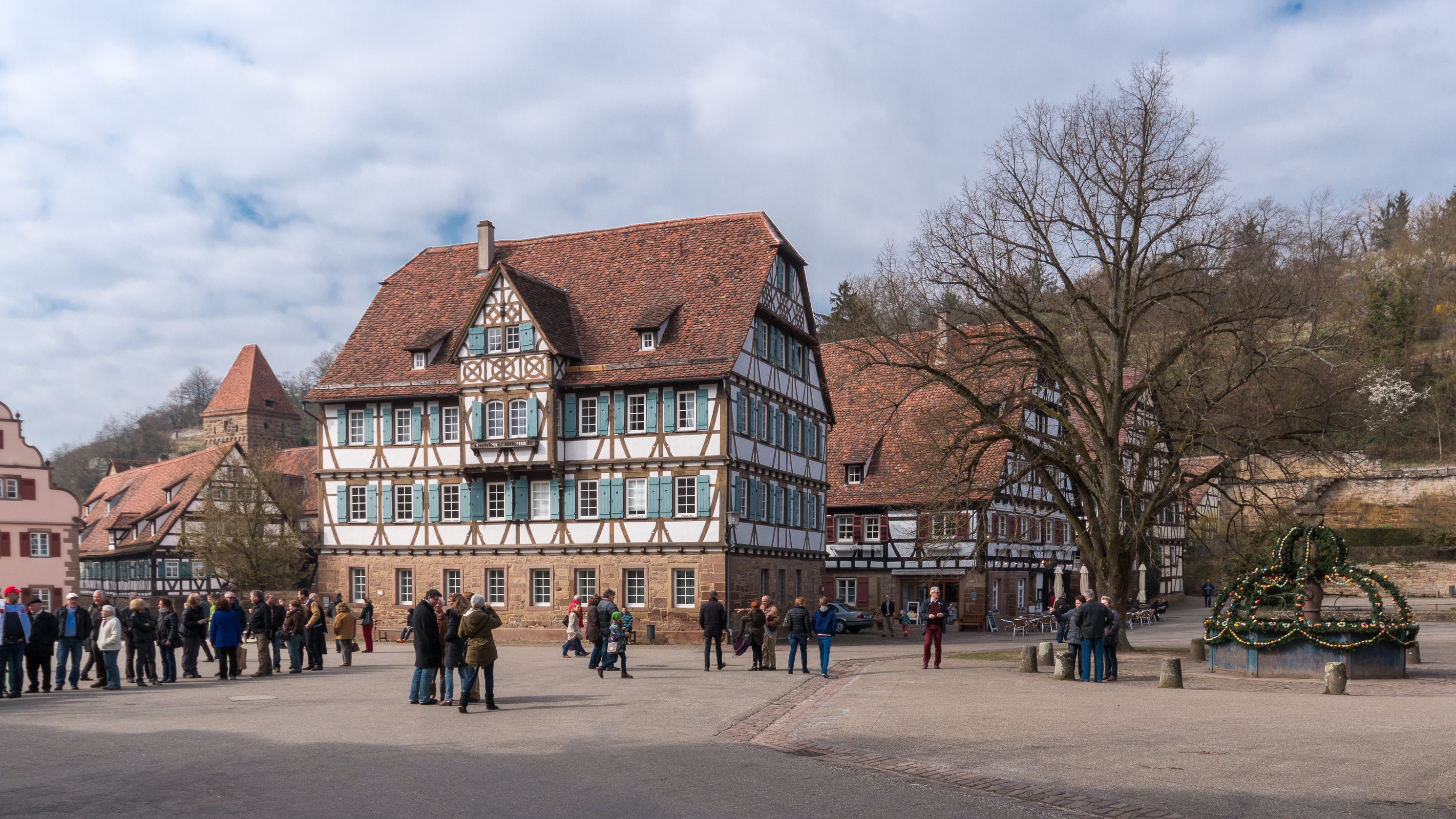
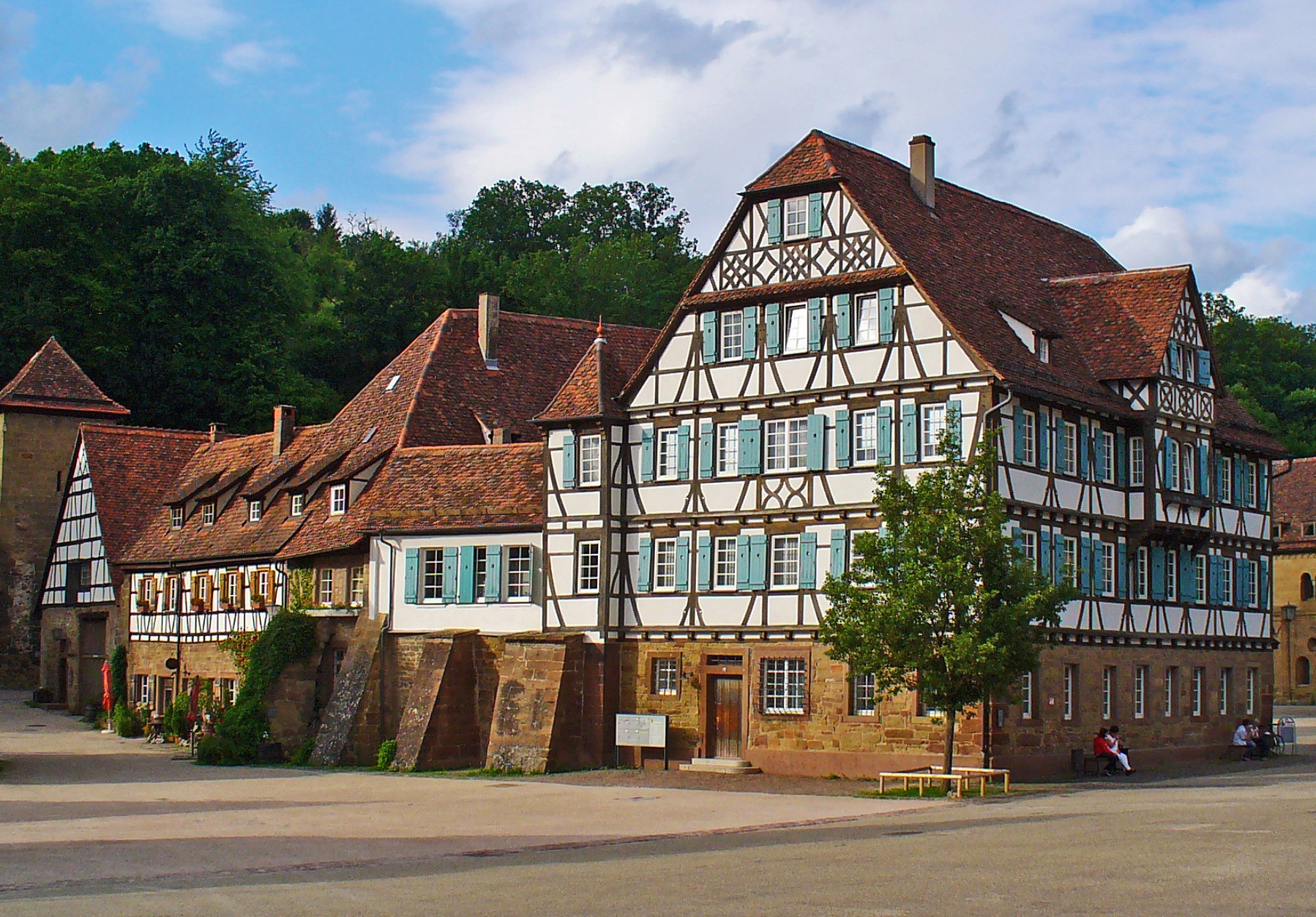
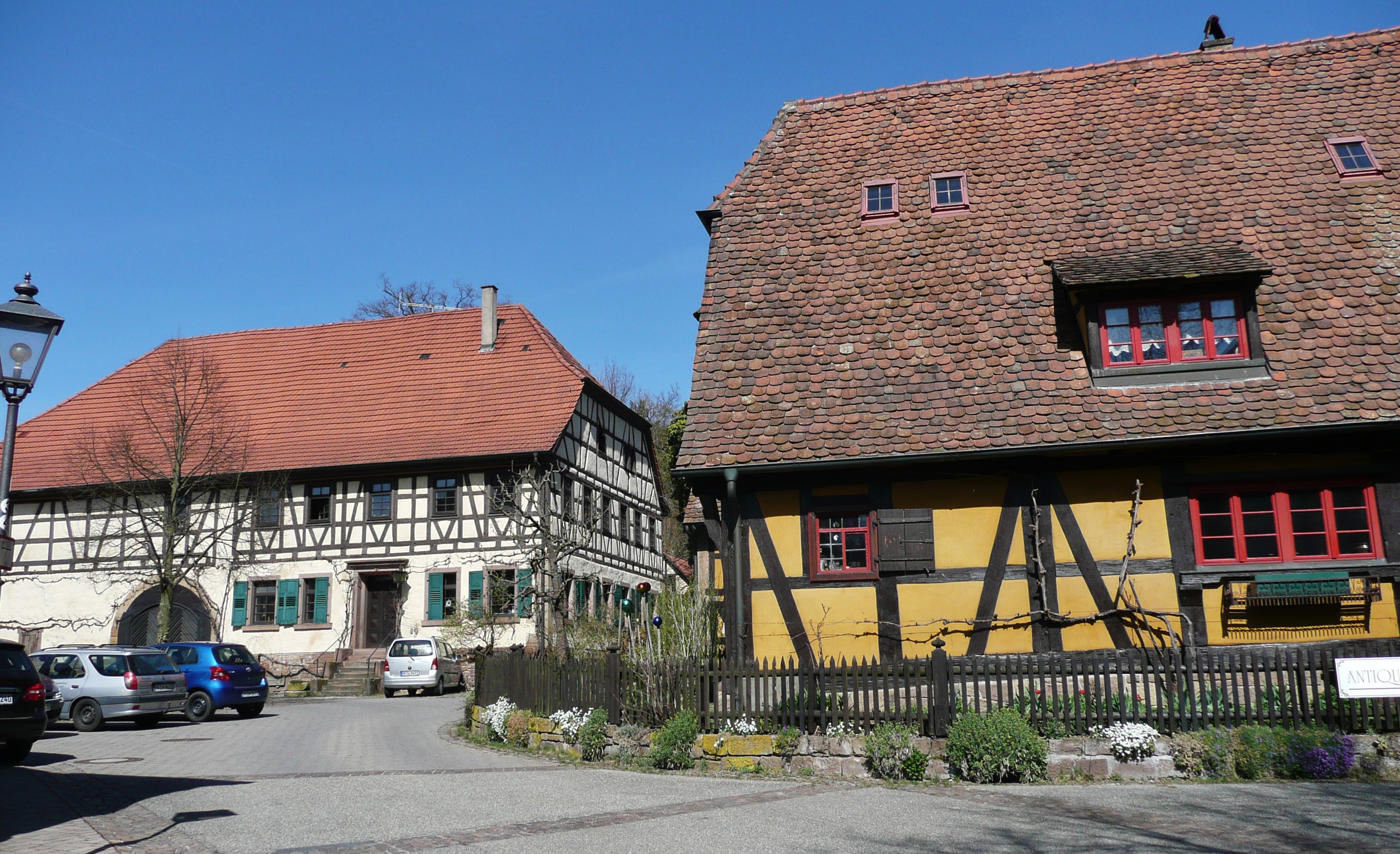
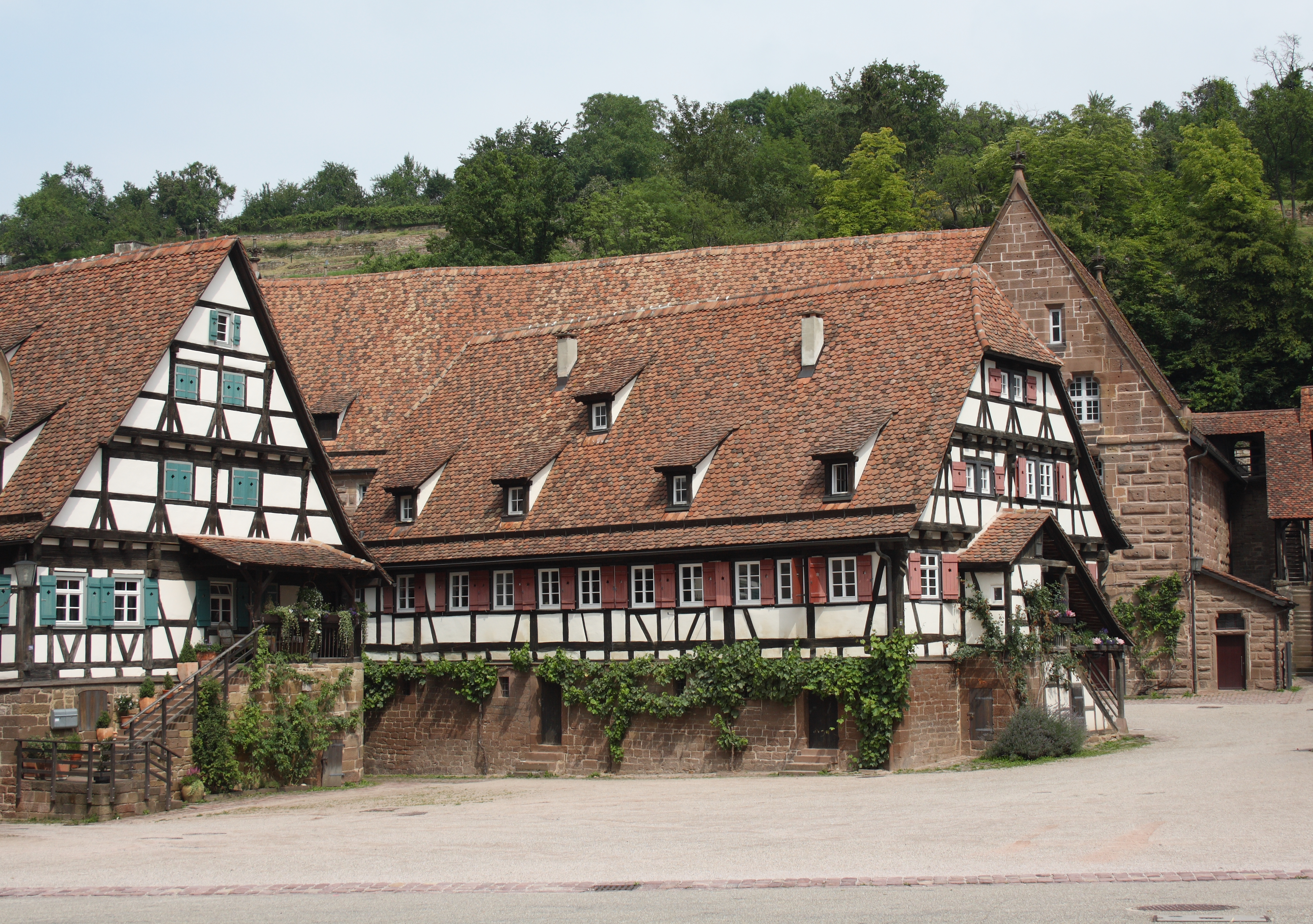